# Norops annectens
Norops annectens är en ödleart som beskrevs av  Williams 1974. Norops annectens ingår i släktet Norops och familjen Polychrotidae. Inga underarter finns listade i Catalogue of Life.